# Alain Ier de Bretagne
Pour les articles homonymes, voir Alain.
Alain Ier de Bretagne dit le Grand (Alan Iañ ou Alan Veur en breton) (mort en 907), fut roi de Bretagne vers 890 à 907.

## Biographie

### Origine
Les auteurs spécialistes de l'histoire de la Bretagne sont en désaccord sur la filiation d'Alain.
Selon de nombreux historiens (Edmond Durtelle de Saint-Sauveur, Arthur de la Borderie, Noël-Yves Tonnerre, André Chédeville & Hubert Guillotel, Philippe Tourault), il serait le frère de Pascweten (mort en 876) et son successeur au comté de Vannes et dans la lutte pour le pouvoir face aux comtes de Rennes. Cette information apparaît dans une charte du cartulaire de Redon datée du 3 mai 878. Pascweten est qualifié de germanus d'Alain ce qui signifie "frère". Cela est également confirmé par  Réginon de Prüm dans sa chronique , ainsi que dans la Chronique de Nantes datée du XIe siècle. Par ailleurs, une généalogie tardive établie à l'abbaye Saint-Aubin d'Angers au XIe siècle indique qu'ils seraient les fils d'un certain Ridoredh de Vannes. Cependant ce document n'est pas fiable car il a été rédigé cinq siècles après la mort d'Alain.
Plus récemment, Jean-Christophe Cassard avance l'hypothèse qu'il ne serait non pas le frère mais le fils et successeur de Pascweten, lui-même gendre et successeur du roi Salomon (mort en 874). Cette affirmation apparaît plus cohérente sur le plan chronologique et générationnel : S'il est le petit-fils de Salomon, ses droits à la succession royale sont au même niveau que ceux de son rival Judicaël, fils putatif de Gurwant et petit-fils d'Erispoë.

### Règne
Alain est comte de Vannes, comte de Nantes. Il hérite des querelles avec le comté de Rennes pour la couronne de Bretagne. Devant la menace des Vikings les deux princes Alain et Judicaël se réconcilient, comme le montre la mention de Judicaël dans un diplôme de 889 par lequel Alain « par la grâce de Dieu duc des Bretons » restitue à Landram, évêque de Nantes, un domaine.
Selon les Annales de Saint-Vaast, en 890 les Vikings se repliant de Paris quittent la Seine, et par mer et terre se rendent dans le territoire de Coutances. Ils assiègent et prennent le « castrum », c'est-à-dire la cité fortifiée de Saint-Lô où ils s'établissent après avoir massacré la population et l'évêque Lista qui s'y étaient réfugiés. Le Cotentin faisait à cette époque partie de la Bretagne jusqu'à la Vire et Judicaël et ses troupes s'avancent à leur rencontre, mais il est tué dans un combat (888).
C'est alors qu'Alain s'illustre lors de la bataille de Questembert dans le Broërec, où les Vikings sont défaits. Une stèle de 5 m fut érigée par l'Union Régionaliste Bretonne dans cette ville en 1907, anniversaire de sa mort, à l'occasion du millénaire de cette bataille, une commémoration eut lieu en 2008.
Désormais sans concurrent, Alain s'intitule roi dans deux diplômes, le premier en faveur de Rainon évêque d'Angers à qui il rétrocède vers 897/900 l'abbaye Saint-Serge d'Angers et l'autre de Foucher évêques de Nantes vers 897/908. Il semble avoir été reconnu comme « roi subordonné » par le carolingien Charles le Simple agissant comme son grand-père Charles le Chauve envers Erispoë. Son règne de facto de 890 à 907 marque une période de calme et de prospérité pour la Bretagne. Alain règne sans rival et Foucher qui a succédé à Landran comme évêque de Nantes en 896 fait ceindre une partie de la cité de murailles et restaurer la cathédrale. La date exacte de la mort d'Alain n'est pas connue mais l'année 907 avancée par Pierre Le Baud semble vraisemblable et reprise par les historiens contemporains.
Après sa mort, le comte de Cornouaille Gourmaëlon ne parvient pas à régner sur la Bretagne. En effet le royaume de Bretagne est envahi par les Vikings qui le ruinent totalement. Les comtes et seigneurs bretons fuient à l'étranger. La reconquête sera entreprise par le petit-fils d'Alain le Grand, Alain Barbetorte, mais le royaume, diminué, ne sera plus qu'un duché.

### Mariage et descendance
Selon les souscriptions d'actes, Alain laissa d'une première épouse deux fils :
- Hervé[16] ;
- Guerech[16].

Et de sa seconde épouse Oreguen/Aourken, au moins quatre fils dont deux survivants et deux filles mariées :
- Rudalt, comte de Vannes (907-913) (« post mortem patri sui »[18]), ancêtre du lignage de Rieux ;
- Pascweten, vivant en 903 (« Vuereche fili Alani Pascuiten fratris sui ») ;
- Derrien, mentionné en 903, ancêtre du lignage d'Elven et de Largoët ;
- Budic vivant en 903 (« Pascuuethan et Dergen et Budic, filii ejus… ») ;
- Une fille, épouse de Mathuedoï comte de Poher. Ils furent les parents d'Alain II de Bretagne ;
- Une fille, épouse d'un comte Tanguy qui souscrivit une donation en faveur de l'Abbaye Saint-Sauveur de Redon avec Derrien[19]. Le Bulletin de la Société académique de Brest, tome XIX, 1894, pose la question d'un lien entre ce comte Tanguy cité dans la charte du 27 novembre 908 avec le lignage des Tanguy du Chastel[20].